# Clàssica Comunitat Valenciana 1969 - Gran Premio Valencia
La Clàssica Comunitat Valenciana 1969 - Gran Premio Valencia, conosciuta fino al 1979 come Gran Premio de Valencia e fino al 2005 come Trofeo Luis Puig, è una corsa in linea maschile di ciclismo su strada che si svolge nella Comunità Valenzana, in Spagna.

## Storia
Creata nel 1969 come Gran Premio de Valencia, la gara conservò questa denominazione fino al 1979, anno in cui venne interrotta; riprese nel 1981 come Trofeo Luis Puig, in onore dell'omonimo presidente della Unione Ciclistica Internazionale.
Fino al 1979 la corsa si disputò a Valencia mentre, a partire dal 1981, cambiò a più riprese la propria collocazione geografica, rimanendo sempre entro i confini della Comunità Valenzana: Algemesí (1981), Benifaió (1982), Burjassot (1983), Torrent (1984), Elda (1985), Dénia (1986), Benidorm (1987, 1988 e dal 1990 al 1992), Cullera (1989), poi nuovamente a Valencia dal 1993 al 2005.
Nel 2005, ultima edizione prima di un lungo stop, fece parte del calendario dell'UCI Europe Tour come gara di classe 1.1.
Dopo 16 anni, la corsa è stata reintrodotta nel 2021 come gara d'apertura dell'UCI Europe Tour, nella classe 1.2.

## Albo d'oro
Aggiornato all'edizione 2025.
| Anno                                                      | Vincitore               | Secondo                 | Terzo                        |
| Gran Premio de Valencia                                   | Gran Premio de Valencia | Gran Premio de Valencia | Gran Premio de Valencia      |
| --------------------------------------------------------- | ----------------------- | ----------------------- | ---------------------------- |
| 1969                                                      | Carlos Echeverría       | Joge Marine             | Gregorio San Miguel          |
| 1970                                                      | Ramón Sáez              | Manuel Galera           | Carlos Echeverría            |
| 1971                                                      | Frans Verhaegen         | Domingo Perurena        | Peter Kisner                 |
| 1972                                                      | Eric Leman              | Domingo Perurena        | Miguel María Lasa            |
| 1973                                                      | Gustave Van Roosbroeck  | Domingo Perurena        | Andrés Oliva                 |
| 1974                                                      | Eddy Peelman            | Francesco Moser         | Miguel María Lasa            |
| 1975                                                      | Eddy Peelman            | Wilfried Reybrouck      | Albert Hulzebosch            |
| 1976                                                      | Tomas Nistal            | Luis Alberto Ordiales   | Eddy Peelman                 |
| 1977                                                      | Domingo Perurena        | Klaus-Peter Thaler      | José Luis Viejo              |
| 1978                                                      | Javier Elorriaga        | Domingo Perurena        | Jürgen Kraft                 |
| 1979                                                      | Antoine Gutierrez       | José Nazabal            | José Luis Mayoz              |
| 1980                                                      | non disputato           | non disputato           | non disputato                |
| Trofeo Luis Puig                                          |                         |                         |                              |
| 1981                                                      | Noël Dejonckheere       | Jesús Suárez Cueva      | Juan Fernández Martín        |
| 1982                                                      | Reimund Dietzen         | Erich Maechler          | Marcel Summermatter          |
| 1983                                                      | Noël Dejonckheere       | Stephan Mutter          | Ronan De Meyer               |
| 1984                                                      | Noël Dejonckheere       | Frank Hoste             | Yvon Bertin                  |
| 1985                                                      | Enrique Aja             | Faustino Rupérez        | Bruno Cornillet              |
| 1986                                                      | Bernard Hinault         | Iñaki Gastón            | Alberto Leanizbarrutia       |
| 1987                                                      | Pello Ruiz Cabestany    | Celestino Prieto        | Eduardo Chozas               |
| 1988                                                      | Acácio da Silva         | Claudio Chiappucci      | Bruno Leali                  |
| 1989                                                      | Mathieu Hermans         | Eddy Planckaert         | Laurent Jalabert             |
| 1990                                                      | Tom Cordes              | Luc Roosen              | Miguel Ángel Martínez Torres |
| 1991                                                      | Andreas Kappes          | Nico Verhoeven          | Roberto Pagnin               |
| 1992                                                      | Sean Kelly              | Jesper Skibby           | Laurent Jalabert             |
| 1993                                                      | Laurent Jalabert        | Juan Carlos González    | Alfonso Gutiérrez            |
| 1994                                                      | Adriano Baffi           | Laurent Jalabert        | Phil Anderson                |
| 1995                                                      | Mario Cipollini         | Giovanni Lombardi       | Fabio Baldato                |
| 1996                                                      | Peter Van Petegem       | Eddy Bouwmans           | Bert Dietz                   |
| 1997                                                      | Erik Zabel              | Endrio Leoni            | Massimo Strazzer             |
| 1998                                                      | Andrej Čmil             | Vjačeslav Ekimov        | Max van Heeswijk             |
| 1999                                                      | Mario Cipollini         | Robbie McEwen           | Giovanni Lombardi            |
| 2000                                                      | Erik Zabel              | Óscar Freire            | Biagio Conte                 |
| 2001                                                      | Erik Zabel              | Sven Teutenberg         | George Hincapie              |
| 2002                                                      | Sergej Ivanov           | Rolf Aldag              | Erik Zabel                   |
| 2003                                                      | Alessandro Petacchi     | Isaac Gálvez            | Alejandro Valverde           |
| 2004                                                      | Óscar Freire            | Alejandro Valverde      | Josu Silloniz                |
| 2005                                                      | Alessandro Petacchi     | Isaac Gálvez            | Óscar Freire                 |
| 2006-2020                                                 | non disputato           | non disputato           | non disputato                |
| Clàssica Comunitat Valenciana 1969 - Gran Premio Valencia |                         |                         |                              |
| 2021                                                      | Lorrenzo Manzin         | Mikel Aristi            | Amaury Capiot                |
| 2022                                                      | Giovanni Lonardi        | Amaury Capiot           | Chris Lawless                |
| 2023                                                      | Arnaud De Lie           | Jenthe Biermans         | Edvald Boasson Hagen         |
| 2024                                                      | Dylan Groenewegen       | Bryan Coquard           | Tim Torn Teutenberg          |
| 2025                                                      | Marc Hirschi            | Christian Scaroni       | António Morgado              |